# یان فو
یان فو (انگلیسی: Yan Fu؛ چینی ساده‌شده: IPA: [jɛ̌n.fû]؛ با نام محترم: جی دائو، 幾 道؛ ۸ ژانویه ۱۸۵۴–۲۷ اکتبر ۱۹۲۱) یک دانشمند و مترجم اهل چین بود که در اواخر قرن ۱۹ به سبب معرفی فرهنگ غربی، از جمله «انتخاب طبیعی» چارلز داروین شهرت یافت.

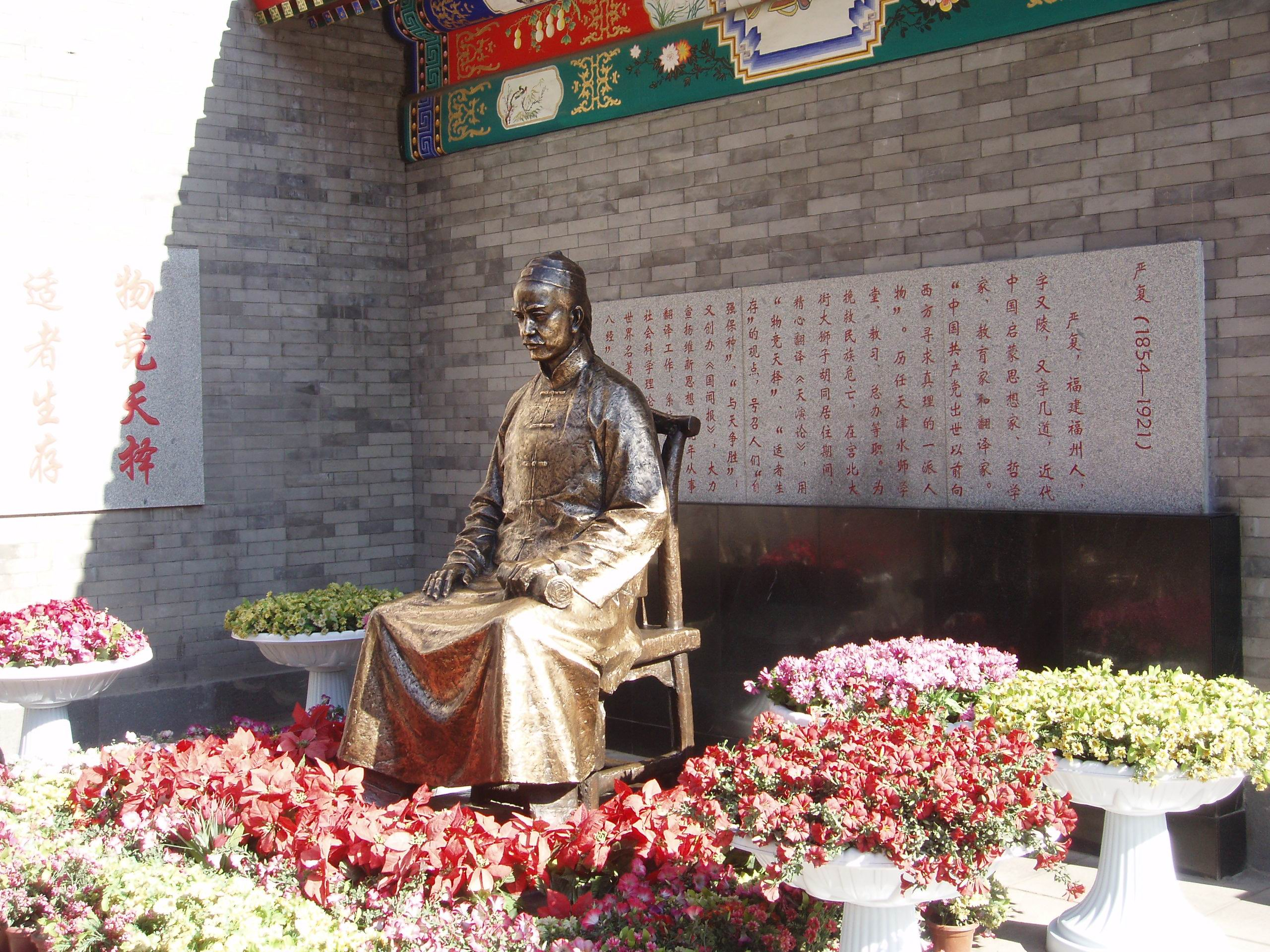
مجسمه یان فو در تیانجین